# Refaat Alareer
Refaat Alareer (Gaza, Palestina, 23 de septiembre de 1979 - Gaza, Palestina, 6 de diciembre de 2023) fue un escritor, poeta, profesor y activista palestino de la Franja de Gaza. Enseñó literatura y escritura creativa en la Universidad Islámica de Gaza y fue uno de los fundadores de la organización We Are Not Numbers, que unía a autores experimentados con escritores jóvenes en Gaza.

## Primeros años y educación
Refaat Alareer nació en 1979 en Shuja'iyya, en la ciudad de Gaza. Crecer en Gaza, dijo, significó que «cada paso que tomé y cada decisión que tomé se vieron influidos (casi siempre negativamente) por la ocupación israelí».
Alareer obtuvo una licenciatura en inglés en 2001 de la Universidad Islámica de Gaza y una maestría de la University College of London en 2007. Obtuvo un doctorado en literatura inglesa en la Universiti Putra Malaysia.

## Obra
Alareer editó dos volúmenes de cuentos palestinos, Gaza Unsilenced (2015) y Gaza Writes Back (2014). En una entrevista, Alareer afirmó: «Gaza Writes Back fue un intento de proporcionar un testimonio para las generaciones futuras». En 2007, Alareer se convirtió en profesor en la Universidad Islámica de Gaza, donde enseñó literatura mundial y escritura creativa. Esto incluía la obra del poeta israelí Yehuda Amijai, a la que calificó de hermosa pero peligrosa. Fue uno de los fundadores de la organización We Are Not Numbers, un programa de tutoría que pone en contacto a escritores de Gaza con autores del extranjero.
Durante la guerra entre Israel y Gaza de 2023, Alareer hizo apariciones en los medios de comunicación en la BBC, Democracy Now! y ABC Noticias. Inmediatamente después del ataque de 2023 contra Israel liderado por Hamás, describió el ataque como «legítimo y moral» y dijo que era «exactamente como el levantamiento del gueto de Varsovia». También rechazó las acusaciones de violencia sexual contra Hamás después del ataque del 7 de octubre, calificándolas de mentiras utilizadas para «justificar el genocidio de Gaza».

## Vida privada y muerte
Alareer y su esposa tuvieron seis hijos, incluidas sus hijas Amal (~8 años) y Linah (~10 años). En la guerra de Gaza de 2014, en un ataque aéreo por parte de Israel, perdieron la vida su hermano Hamada y el abuelo, el hermano, la hermana y los tres hijos de su esposa Nusayba. Durante la crisis entre Israel y Palestina de 2021, Alareer escribió un artículo de opinión en The New York Times en el que contaba que él y su esposa habían perdido a más de 30 familiares.
Refaat Alareer murió en un ataque aéreo israelí el 6 de diciembre de 2023. Tenía 44 años. Su hermano Salah con su hijo Mohammed y su hermana Asmaa con tres de sus hijos (Alaa, Yahia y Mohammed) perdieron la vida en el mismo ataque aéreo.
Euro-Med Monitor emitió un comunicado diciendo que parecía que Alareer fue atacado deliberadamente, diciendo que el apartamento en el que se encontraba Alareer con su familia fue «bombardeado quirúrgicamente en el edificio donde se encontraba, según relatos corroborados de testigos presenciales y familiares, después de semanas de amenazas de muerte que Refaat recibió en línea y por teléfono desde cuentas israelíes». Según su primo Muhammed, pocos días antes de su muerte recibió una llamada de alguien que se identificó como un oficial israelí y que le anunció que sería asesinado si no dejaba de escribir, un incidente que empujó a Alareer a pedir a su mujer e hijos que marchasen a un refugio de UNRWA en el barrio de Tuffah para evitar que fuesen también asesinados.
En su última entrevista antes de morir, con el sonido de las bombas israelíes explotando de fondo, Alareer dijo que se sentía impotente y que, aunque no tenía armas, se defendería si las Fuerzas de Defensa de Israel (FDI) fueran a su casa.

## Homenajes
El fundador de la ONG Euro-Mediterranean Human Rights Monitor (Euro-Med Monitor), Ramy Abdu, afirmó que los soldados israelíes «atacaron, persiguieron y mataron a la voz de Gaza, uno de sus mejores académicos, un ser humano, mi querido y precioso amigo».
El poeta Mosab Abu Toha escribió: «Mi corazón está roto, mi amigo y colega Refaat Alareer fue asesinado con su familia».
El profesor palestino-estadounidense Sami Al-Arian señaló: «Era un poeta asombroso, una voz articulada para los habitantes de Gaza y un verdadero puente hacia la gente fuera de Palestina. Muchos extrañarán su pérdida dentro de Palestina y en todo el mundo».

## Obras

### Colecciones editadas
- 2014: Gaza responde (ISBN 978-1-93598-2-357)
  - Traducido al italiano: Gaza responde. Racconti di giovani autori y autrici da Gaza, Palestina (ISBN 978-8-89410-6-909)
- 2015: Gaza no silenciada (ISBN 978-1-93598-2-555)

### Ensayos
- 2022: "Gaza pregunta: When Shall this Pass?", in Light in Gaza: Writings Born of Fire,[1](ISBN 9781642596991)
- 2023: “Guardan hasta nuestros cadáveres: Morir en prisiones israelíes”. Revista Scalawag.

### Tesis doctoral
- 2017: "Desenmarcar la poesía transgresora de John Donne a la luz de las teorías dialógicas de Bakhtin", Refaat R. Alareer, Universiti Putra Malaysia